# William C. Krumbein
William Christian Krumbein (28 janvier 1902 - 18 août 1979) est un géologue américain, qui a donné son nom à la médaille Krumbein de l'International Association for Mathematical Geology (IAMG). Cette médaille est créée lors du 25e Congrès international de géologie à Sydney, en 1976. Krumbein est l'un des membres fondateurs de l'IAMG.

## Biographie
Krumbein est né à Beaver Falls, Pennsylvanie, États-Unis, en janvier 1902, et est décédé le 18 août 1979. Lors de son service commémoratif, on a dit de Krumbein qu'en rejetant constitutionnellement la sagesse conventionnelle, il a continuellement poursuivi des méthodes innovantes, par lesquelles les phénomènes naturels de la géologie pouvaient être exprimés avec une rigueur mathématique.
L'héritage laissé par Krumbein comprend l'échelle de Krumbein, un système de mesure de la rondeur ou de la sphéricité des particules et l'échelle de Krumbein phi (φ), une échelle logarithmique utilisée pour évaluer la taille des particules (en), qui est une modification de l'ancienne échelle Wentworth.
En 1977, il reçoit la médaille la William H. Twenhofel Medal (en) par la Society for Sedimentaire Geology.

## Publications notables
- W.C. Krumbein et FJ Pettijohn, Manuel de pétrographie sédimentaire, New York, Appleton-Century, 1938

- W.C. Krumbein, Mesure et signification géologique de la forme et de la rondeur des particules sédimentaires. Journal de recherche sédimentaire; Août 1941; v. 11; non. 2; p. 64-72

- W. C. Krumbein and L. L. Sloss, Stratigraphy and sedimentation,  San Francisco, W. H. Freeman, 1963